# Камара, Харун
Харун Камара (араб. هارون كمارا‎; родился 1 января 1998) — саудовский футболист, нападающий саудовского клуба «Аш-Шабаб».

## Карьера
Харун начал свою карьеру в клубе Аль-Кадисия в сезоне 2017/18, выйдя на поле 15 февраля 2018 года в матче с «Аль-Таавуном». В дебютном сезоне он сыграл 7 матчей и забил четыре гола, также сыграв один матч в Кубке. В апреле 2018 был вызван главным тренером в сборную Саудовской Аравии на майские матчи, но на поле так и не появился.

## Достижения

### «Аль-Иттихад»
- Чемпион Саудовской Аравии: 2022/23
- Обладатель Суперкубка Саудовской Аравии: 2022